# Ish Smith

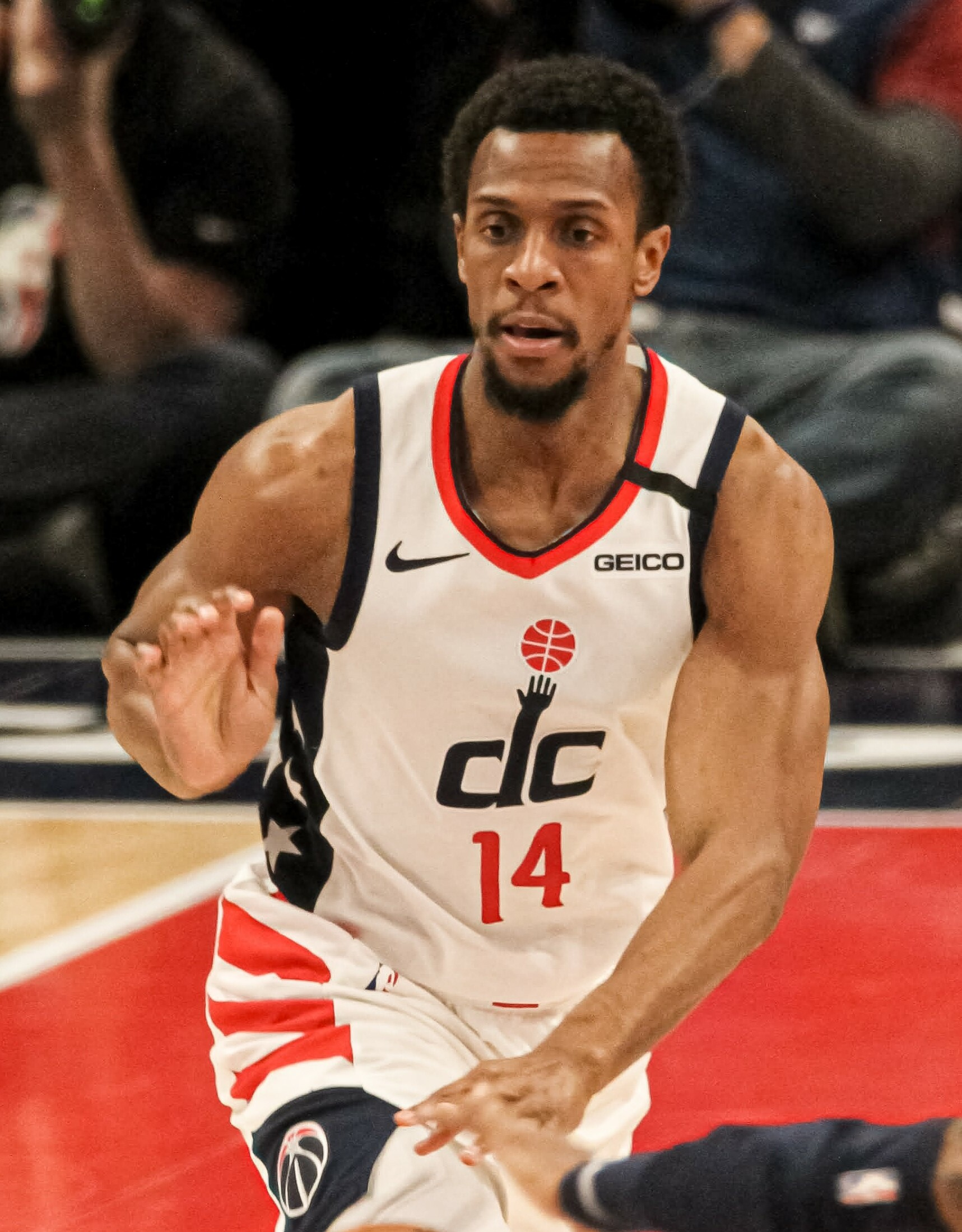
Ish Smith, 2020.

Ishmael Larry "Ish" Smith, född 5 juli 1988 i Charlotte i North Carolina, är en amerikansk professionell basketspelare (PG) som spelar för Charlotte Hornets i National Basketball Association (NBA). Han har tidigare spelat för Houston Rockets, Memphis Grizzlies, Golden State Warriors, Orlando Magic, Milwaukee Bucks, Phoenix Suns, Oklahoma City Thunder, Philadelphia 76ers, New Orleans Pelicans, Detroit Pistons, Washington Wizards och Denver Nuggets.
Smith var med och vinna NBA-mästerskapet, tillsammans med Denver Nuggets, för säsongen 2022–2023.
Han blev aldrig NBA-draftad.
Innan Smith blev proffs studerade han vid Wake Forest University och spelade för universitetets idrottsförening Wake Forest Demon Deacons.